# Stair Hill
Stair Hill är en kulle i Antarktis. Den ligger i Västantarktis. Argentina, Chile och Storbritannien gör anspråk på området. Toppen på Stair Hill är 274 meter över havet.
Terrängen runt Stair Hill är huvudsakligen kuperad, men åt sydväst är den bergig. Havet är nära Stair Hill norrut. Trakten är obefolkad. Det finns inga samhällen i närheten. 